# 미야트 가치노비치
미야트 가치노비치(세르비아어: Мијат Гаћиновић, 1995년 2월 8일~)는 세르비아의 축구 선수로 포지션은 미드필더이다. 현재 수페르리가 엘라다 클럽 AEK 아테네와 세르비아 국가대표팀 소속으로 활동하고 있다.

## 구단 경력

### 보이보디나
가치노비치는 아버지 블라디미르가 OFK 베체이에서 활동하던 시기에 노비사드에서 태어났다. 그의 가족은 보스니아 헤르체고비나의 트레비네 출신이며, 가치노비치는 아버지가 선수 생활을 마치면서 다시 돌아왔다. 그는 리오타르에서 축구를 시작했고 보이보디나의 유소년 아카데미에 합류했다. 그는 2013년 3월 19일, 네보샤 비그예비치 감독 아래 1군 데뷔 전을 치렀고, 3-0으로 이긴 도니 스렘과의 안방 경기에서 미로슬라프 볼리체비치와 교체되어 벤치를 지켰다. 2013년 5월 18일, 가치노비치는 3-2로 이긴 라드니치키 니시와의 안방 경기에서 성인 무대 첫 골을 넣었다.
가치노비치는 이미 주전 자리를 꿰찬 후, 2013-14년 세르비아 컵에서 보이보디나의 우승을 도왔다. 그는 2015년 초 팀의 주장으로 임명되었고, 결국 2014-15년 시즌에 11골을 넣으며 리그 득점왕에 올랐다.

### 아인트라흐트 프랑크푸르트
2015년 여름, 가치노비치는 독일로 이적하여 아인트라흐트 프랑크푸르트와 계약을 맺었다. 2015년 11월 28일, 그는 마인츠와의 원정 리그 경기에서 90분을 소화하며 공식 데뷔 전을 치렀다. 2016년 5월 19일, 가치노비치는 뉘른베르크와의 분데스리가 2015-16 강등 플레이오프 1차전에서 동점골을 기록한 뒤, 복귀 전 원정 경기에서 1골을 어시스트하며 팀을 상위권으로 유지시켰다.

### TSG 호펜하임
2020년 8월 4일, 가치노비치는 슈테벤 추버와 프랑크푸르트로 이적하는 스왑 계약의 일환으로 TSG 호펜하임과 계약을 체결했다.

#### 파나티나이코스로의 임대
2022년 1월 31일, 겨울 이적 시장 마지막 날, 파나티나이코스는 가치노비치의 임대 계약을 2022년 여름까지 완료했다.

### AEK 아테네
2022년 6월 28일, 가치노비치는 AEK 아테네와 4년 계약을 체결했다. 그리스 구단은 100만 유로의 예상 이적료를 지불했고, TSG 호펜하임은 30%의 재판매율을 유지할 예정이다.

## 국가대표팀 경력
가치노비치는 보스니아 헤르체고비나 U-17 국가대표팀으로 활약하다가 결국 세르비아 U-19 국가대표팀으로 선택했다. 그는 2013년 UEFA U-19 축구 선수권 대회에서 우승한 팀의 일원이었다. 게다가, 가치노비치는 준결승 85분에 포르투갈을 상대로 동점골을 넣었다. 그는 또한 2014년 UEFA U-19 축구 선수권 대회에 출전했다.
그 후, 가치노비치는 2015년 FIFA U-20 월드컵에서 세르비아 국가대표로 출전하여 금메달을 획득했다.
그는 2017년 3월 24일 조지아와의 경기에서 81분에 필리프 코스티치와 교체되어 세르비아 국가대표팀에 데뷔했고 86분에 국가대표팀에서 세 번째 골을 넣었다. 2018년 5월에 그는 러시아의 2018년 FIFA 월드컵에서 세르비아의 예비 명단에 이름을 올렸지만 최종 명단에 선정되지 않았다.
가치노비치는 UEFA 유로 2024 세르비아 선수단에 선정되었다. 그는 슬로베니아와의 조별 리그 경기에서 경기를 했다. 세르비아는 조에서 4위로 탈락했다.